# Панко, Энди
Эндрю «Энди» Джон Панко III (англ. Andrew "Andy" John Panko III ; родился 29 ноября 1977 года в Гаррисберге, Пенсильвания, США) — американский профессиональный баскетболист, играет на позиции тяжёлого форварда. Выставлял кандидатуру на драфт НБА 1999 года, но не был выбран.

## Карьера

### Колледж
Начал заниматься баскетболом в средней школе в Гаррисберге, на уровне колледжей выступал за Ливан Вэлли.

### Профессиональная карьера
Профессиональную карьеру Панко начал в 1999 году в команде «Нью-Мексико Слэм», которая выступала в Международной Баскетбольной Лиге. Дебют в НБА пришёлся на 2001 год, когда игрок выступал за «Атланту Хокс». Затем выступал в Европе за несколько команд, представляющих греческий, испанский, итальянский чемпионаты. В 2012 году в составе «Лагун Аро» был признан MVP чемпионата Испании.
В 2012 году подписал контракт с клубом греческой лиги «Панатинаикос». Однако задержался в нём недолго и перешёл в «Малагу».
14 августа 2013 года Панко перешёл в другой испанский клуб «Фуэнлабрада».

## Достижения

### Профессиональная карьера
«Дакота Уизардс»
- Чемпион КБА: 2002
- MVP КБА: 2003
- Сборная КБА: 2003

 «Лагун Аро»
- MVP Второго дивизиона Испании: 2008
- Лучший бомбардир чемпионата Испании: 2012
- MVP чемпионата Испании: 2012
- Сборная чемпионата Испании: 2012

 «Фуэрса Рехия»
- Чемпион LNBP: 2017

## Статистика

### Статистика в НБА
| Сезон                                                                                    | Команда | Регулярный сезон | Регулярный сезон | Регулярный сезон | Регулярный сезон | Регулярный сезон | Регулярный сезон | Регулярный сезон | Регулярный сезон | Регулярный сезон | Регулярный сезон | Регулярный сезон | Серия плей-офф | Серия плей-офф | Серия плей-офф | Серия плей-офф | Серия плей-офф | Серия плей-офф | Серия плей-офф | Серия плей-офф | Серия плей-офф | Серия плей-офф | Серия плей-офф |
| Сезон                                                                                    | Команда | GP               | GS               | MPG              | FG%              | 3P%              | FT%              | RPG              | APG              | SPG              | BPG              | PPG              | GP             | GS             | MPG            | FG%            | 3P%            | FT%            | RPG            | APG            | SPG            | BPG            | PPG            |
| ---------------------------------------------------------------------------------------- | ------- | ---------------- | ---------------- | ---------------- | ---------------- | ---------------- | ---------------- | ---------------- | ---------------- | ---------------- | ---------------- | ---------------- | -------------- | -------------- | -------------- | -------------- | -------------- | -------------- | -------------- | -------------- | -------------- | -------------- | -------------- |
| 2000/01                                                                                  | Атланта | 1                | 0                | 1,0              | -                | -                | -                | 0,0              | 0,0              | 0,0              | 0,0              | 0,0              | Не участвовал  | Не участвовал  | Не участвовал  | Не участвовал  | Не участвовал  | Не участвовал  | Не участвовал  | Не участвовал  | Не участвовал  | Не участвовал  | Не участвовал  |
|                                                                                          | Всего   | 1                | 0                | 1,0              | -                | -                | -                | 0,0              | 0,0              | 0,0              | 0,0              | 0,0              | Не участвовал  | Не участвовал  | Не участвовал  | Не участвовал  | Не участвовал  | Не участвовал  | Не участвовал  | Не участвовал  | Не участвовал  | Не участвовал  | Не участвовал  |
| Наведите курсор мыши на аббревиатуры в заголовке таблицы, чтобы прочесть их расшифровку. |         |                  |                  |                  |                  |                  |                  |                  |                  |                  |                  |                  |                |                |                |                |                |                |                |                |                |                |                |